# Astragalus geminus
Astragalus geminus là một loài thực vật có hoa trong họ Đậu. Loài này được (Grossh.) Maassoumi miêu tả khoa học đầu tiên năm 1998.